# 多磨村
多磨村（たまむら）とは、神奈川県、東京府、東京都北多摩郡にあった村。現在の東京都府中市東部に位置する。広域地名であるが、府中市の地名として現存する。

## 歴史

### 沿革
- 1889年（明治22年）4月1日 - 町村制の施行に伴い、上染屋村、下染屋村、常久村、押立村、小田分村、車返村、是政村、人見村が合併して発足。初代村長は、糟屋新三。
- 1893年（明治26年）4月1日 - 東京府へ移管。
- 1949年（昭和24年）9月1日 - 押立・常久の一部（多摩川右岸部出作地）を分離し、南多摩郡稲城町に編入。
- 1954年（昭和29年）4月1日 - 府中町、西府村と合併し、府中市を新設。同日多磨村廃止。

## 交通

### 鉄道
- 京王帝都電鉄（現京王電鉄）
  - 京王線：車返駅（現武蔵野台駅） - 多磨霊園駅
- 西武鉄道
  - 多摩川線：多磨墓地前駅（現多磨駅） - 北多磨駅（現白糸台駅） - 常久駅（現競艇場前駅） - 是政駅

### 道路
- 甲州街道
- 人見街道

## 行政
歴代村長
- 糟谷新三 1889年6月〜1893年12月
- 関田庄太郎　1894年2月〜1894年11月
- 三岡勘蔵 1894年12月〜1896年2月
- 川崎昌延 1896年3月〜1898年7月
- 糟谷敬三1898年7月〜1902年7月
- 村野泰治1902年10月〜1910年10月
- 河内甚平 1911年10月〜1916年10月
- 関田為作1917年3月〜1921年3月
- 高野健吉 1921年3月〜1921年11月
- 糟谷義治 1921年11月〜1934年5月
- 川崎昌隆 1934年6月〜1938年6月
- 大久保亀太郎 1938年6月〜1942年6月
- 高木賢司 1942年6月〜1946年11月
- 糟谷蜜 1947年4月〜1950年9月
- 小勝筆五郎 1950年11月〜1951年3月
- 吉野力蔵　1951年4月〜1954年3月

## 名所・旧跡
- 多磨霊園
- 東京競馬場（大部分は府中町だったが、井田是政の墓周辺は多磨村だった）